# Одиса
Одиса — деревня в Балаганском районе Иркутской области России. Входит в состав Биритского сельского поселения. Находится на берегу залива Одиса Братского водохранилища, примерно в 5 км к западу от районного центра, посёлка Балаганск, на высоте 430 метров над уровнем моря.

## Население
В 2002 году численность населения деревни составляла 47 человек (21 мужчина и 26 женщин). По данным переписи 2010 года, в деревне проживало 25 человек (13 мужчин и 12 женщин).

## Улицы
Уличная сеть деревни состоит из 2 улиц (ул. Заречная и ул. Трактовая).